# 韓国の鉄道駅一覧 な-の
| あ - お | か - こ | さ - そ | た - と | な - の | は - ほ | ま - も | や - わ行 |

韓国の鉄道駅一覧 な-のは、大韓民国の鉄道駅のうち、なからので始まるものの一覧である。
なるべく読みを付け、同名・同表記の駅には事業者名も付した。

## な行
- 羅原駅 - （ナウォンえき）
- 洛東江駅 - （ナクトンガンえき）
- 羅州駅 - （ナジュえき）
- 羅田駅 - （ナジョンえき）
- ナッケ駅 - （ナッケえき）
- 落星垈駅 - （ナッソンデえき）
- 南営駅 - （ナミョンえき）
- 南原駅 - （ナムウォンえき）
- 南九老駅 - （ナムグロえき）
- 南光州駅 - （ナムグァンジュえき）
- 南山駅 - （ナムサンえき）
- 南山駅 - （ナムサンえき）
- 南山亭駅 - （ナムサンジョンえき）
- 南城駅 - （ナムソンえき）
- 南省峴駅 - （ナムソンヒョンえき）
- 南倉駅 - （ナムチャンえき）
- 南春川駅 - （ナムチュンチョンえき）
- 南川駅 - （ナムチョンえき）
- 南泰嶺駅 - （ナムテリョンえき）
- 南洞インダスパーク駅 - （ナムドンインドスパークえき）
- 南洞区庁駅 - （ナムドングチョンえき）
- 南梁山駅 - （ナムニャンサンえき）
- 南漢山城入口駅 - （ナムハンサンソンイックえき）
- 南部ターミナル駅 - （ナンブターミナルえき）
- 南浦駅 - （ナンポえき）
- 藍浦駅 - （ナンポえき）
- 楽民駅 - （ナンミンえき）

## ぬ行
- 陵谷駅 - （ヌンゴクえき）
- 綾州駅 - （ヌンジュえき）
- 陵内信号場 - （ヌンネしんごうじょう）

## ね行
- 内秀駅 - （ネスえき）
- 内唐駅 - （ネダンえき）
- 内方駅 - （ネバンえき）
- 冷井駅 - （ネンジョンえき）

## の行
- 蘆原駅 - （ノウォンえき）
- 老隠駅 - （ノウンえき）
- 緑楊駅 - （ノギャンえき）
- 鹿川駅 - （ノクチョンえき）
- 鹿洞駅 - （ノクドンえき）
- 緑莎坪駅 - （ノッサピョンえき）
- 碌磻駅 - （ノクポンえき）
- ノドゥル駅 - （ノドゥルえき）
- 老圃駅 - （ノポえき）
- 鷺梁津駅 - （ノリャンジンえき）
- 論山駅 - （ノンサンえき）
- 農城駅 - （ノンソンえき）
- 論峴駅 - （ノンヒョンえき）